# Červený grúň (Niżne Tatry)
Červený grúň (1181 m) – szczyt w zachodniej części Niżnych Tatr na Słowacji. Znajduje się w tzw. Grupie Salatynów (Salatíny) w środkowej części Doliny Lupczańskiej (Ľupčianska dolina). Jest to niewysoki szczyt, ale dobrze wyodrębniony i wybitny, wszystkie jego stoki opadają bowiem bezpośrednio i stromo do koryt opływających go potoków. Tylko w kierunku południowo-zachodnim łączy się grzbietem ze szczytem Ramžené, ale i tutaj jego wysokość względna nad przełęczą wynosi 240 m. Stoki południowo-wschodnie, wschodnie i północno-wschodnie opadają do doliny potoku Ľupčianka, północno-zachodnie i południowe do dolinek jego dopływów.
Červený grúň jest całkowicie porośnięty lasem. Miejscami na stokach występują partie skalne. U południowych podnóży znajduje się polana Slatvinské, Poniżej polany, przy drodze wiodącej dnem Doliny Luczańskiej jest kilka domów. Kilkaset metrów niżej przy drodze jest leśniczówka Lovnáč.
Znajduje się w obrębie Parku Narodowego Niżne Tatry i nie prowadzi przez niego żaden szlak turystyczny.